# Confédération générale des travailleurs africains
La Confédération générale des travailleurs africains (CGTA) était une centrale syndicale de l'Afrique occidentale française, existant de 1956 à 1957.

## Histoire
Un dirigeant de la Confédération générale du travail (CGT) française en Afrique de l’Ouest, Bassirou Guèye, avait commencé à promouvoir l’idée que les syndicalistes africains devraient se rendre indépendants des centrales françaises. Lors d'une réunion de la section sénégalo - mauritanienne de la CGT, tenue à Dakar les 11 et 12 novembre 1955, la majorité des délégués votent la séparation d'avec la CGT française et la Fédération syndicale mondiale. Après la rupture avec la CGT, ces syndicats forment la CGT-Autonome. Une conférence se tient à Saint-Louis les 14 et 15 janvier 1956 au cours de laquelle la CGT-Autonome et la branche guinéenne de la CGT forment la CGTA. Sékou Touré et Seydou Diallo deviennent les dirigeants de la CGTA,.
La CGTA a tenu sa première réunion du bureau fédéral à Conakry, en novembre 1956. La réunion a réuni des représentants de la Guinée, du Sénégal, de la Mauritanie, de la Côte d'Ivoire, de la Haute-Volta et du Niger. L'assemblée décide que la CGTA restera non affiliée à aucune fédération française. La question de l'affiliation internationale a été reportée pour être décidée ultérieurement.
La CGTA a rejeté la notion de lutte des classes dans le contexte africain, affirmant que les classes antagonistes n’étaient pas présentes dans les sociétés africaines,.
La CGTA comptait environ 55 000 membres, soit un nombre légèrement inférieur à celui de la CGT (qui comptait encore environ 60 000 membres dans la région).
La CGT a répondu au lancement de la CGTA en appelant à une conférence d’unité syndicale africaine. La CGTA a accepté le principe, mais a souhaité retarder la tenue de la conférence (cherchant d’abord à élargir ses propres rangs, pour obtenir une meilleure position de négociation avant la conférence d’unité). Certains syndicats, comme celui des cheminots, n'étaient affiliés à aucune centrale. La CGTA espérait que de tels syndicats la rejoindraient avant un processus d’unité. Le syndicat des cheminots n'a cependant pas accepté d'adhérer à la CGTA. Ils ont plutôt appelé à la fondation d’une seule fédération syndicale indépendante. La CGTA et la CGT acceptèrent toutes deux la proposition et, le 16 janvier 1957, elles (et d'autres grandes formations syndicales d'Afrique occidentale française) fusionnèrent pour former l'Union générale des travailleurs d'Afrique noire (UGTAN).